# Mamestra curialis
Mamestra curialis är en fjärilsart som beskrevs av Smith 1887. Mamestra curialis ingår i släktet Mamestra och familjen nattflyn. Inga underarter finns listade i Catalogue of Life.